# Barbicornis
Genre
Barbicornis est un genre d'insectes lépidoptères de la famille des Riodinidae qui ne comprend qu'une seule espèce Barbicornis basilis.

## Dénomination
Le nom Barbicornis leur a été donné par Jean-Baptiste Godart en 1824.

## Espèce
Barbicornis basilis Godart, [1824] est présent au Paraguay et au Brésil.

### Source
- Barbicornis sur funet